# Vladimir Burmakin
Vladimir Burmakin (Murmansk, 6 giugno 1967) è uno scacchista russo.

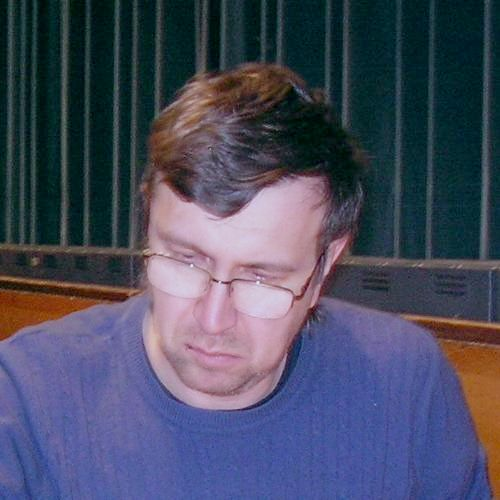
Vladimir Burmakin (2010)

Grande maestro dal 1994, nello stesso anno ha partecipato al Campionato russo, giungendo 3º-4º con Sergej Rublëvskij (vinse Pëtr Svidler).
Ha raggiunto il massimo rating FIDE in luglio 2009, con 2627 punti Elo.
Burmakin ha vinto, da solo o alla pari, molti tornei open, tra cui:
- 1993 –  Seghedino, Balatonberény, Werfen (ripetuto nel 1996);
- 1994 –  Mosca, Graz (ripetuto nel 1997 e 2001);
- 1995 –  Chigorin Memorial di San Pietroburgo;
- 1997 –  Open di Cappelle-la-Grande (ripetuto nel 2003);
- 1999 –  Pola;
- 2000 –  Seefeld;
- 2002 –  Ginevra, Pardubice, Zurigo;
- 2003 –  Deizisau, Oberwart;
- 2004 –  Schwäbisch Gmünd (ripetuto nel 2005, 2006, 2007), Bad Wörishofen (ripetuto nel 2006 e 2008), Benasque;
- 2005 –  Schwarzach, Memorial Noteboom di Dordrecht;
- 2006 –  Le Touquet, Béthune (ripetuto nel 2007), Dos Hermanas;
- 2007 –  Open di Bratto (ripetuto nel 2010), Albacete, Salou, Sitges;
- 2008 –  Benidorm;
- 2011 –  Spilimbergo;
- 2012 –  Arco di Trento, Festival internazionale di Padova.